# القبلة السمجة
القبلة المؤذية (باليابانية: イタズラなKiss) هو مانغا ياباني كتبه ورسمه كاورو تادا، قامت شركة شوئيشا اليابانية للإعلام بنشره عام 1990 بمجلة مارجريت.

## القصة
يحكي عن فتاة في اخر سنه من المدرسة الثانويه تقع في حب أذكى واوسم طالب في الثانويه ويدعى ايرين ناوكي وحين اقدمت هذه الفتاة التي تدعي. آيهارا كوتوكو على تقديم رسالة حب تصارحه بشعورها تجاهه رفضها واهانها امام جميع طلاب الثانويه جراء رفضه للرسالة
ولسوء حظ تلك الفتاة وبعد عودتها من المدرسة حصل زلزال من الدرجة الثانية اطاح بمنزلها التقليدي بسبب عيب في البناء
ولكن المفاجآت لا تنتهي مع تلك الفتاة اذ قرر القدر بان والد كوتوكويعرف صديقا قديما رأى نبأ انهيار منزل كوتوكو على الاخبار فدعاه صديقه للمكوث عنده ريثما يبني منزلا جديدا
وصادف ان صديق الاب يكون والد ايرين (حبيب كوتوكو الذي رفض رسالتها واهانها امام جميع طلاب الثانويه) وهنا تبدا المغامرات حيث تفاجا كوتوكو وتنحرج جراء الوضع ذلك الوضع وخصوصا انه عرف احوالها المادية والاجتماعيه الآن
ولكن كوتوكو كانت تحاول جاهدة ان تسعده وهو كان يحبها ولا يعلم لان هذة هي تجربتة الأولى فالحب وكان يخاف عليها دائما ومع ذلك فقد كان يعاملها بكل سوء وقسوة وتمر الايام وإذا بايرى يريد ان يصبح طبيبا لكن والدة رفض لانة كان يريد ان يرث ايرى شركتة ولكن ايرى رفض فاصيب والدة بنوبة قلبية بينما كان والد ايرى يريد قرضا من إحدى البنوك اراد مدير البنك ان يزوج ابنتة لايري ولكنة لم يعترض ووافق وحزنت كوتوكو كثير وما ان يطلب كين تشان الزواج من كوتوكو ولكنها كادت توافق ولكن بقلب غير راضا وعندما عرف ايرى بذلك غضب كثيرا وما ان يطلب من والد كوتوكو ان يجعلة يتزوجها ووافق والدها واصبح ايرى طبيبا وكوتوكو ممرضة وانجبت كوتوكو فتاة جميلة وكانت تغار كوتوكو من ابنتها كثيرا

## وصلات خارجية
- القبلة السمجة على موقع ANN manga (الإنجليزية)